# 絲大尾
絲大尾是清代末期台灣賽夏族頭目。

## 生平簡介
- 光緒十三年(西元1887年)被清朝政府封為獅里興社「社長」，並發給戳記，每月地方衙門發給社丁口糧、土目每日銀三塊、各壯丁銀一塊、各番婦及小兒銀半塊、每年給予全社番衣一領，同時負責管束其他頑強社番。
- 光緒十三年(西元1887年)招呼漢番佃人，進入南庄開墾。
- 西元1896年11月13日起依「專賣制施行前的製腦許可表」(特許三年至1899年12月1日)，絲大尾在竹南一堡獅里興，設灶一九五、大鍋一六五個、小鍋三○四個製作樟腦。

## 原住民族群
- 賽夏族

## 居住地
- 獅里興絲大尾社(新竹州竹南郡南庄北獅里興字小段，現今苗栗縣南庄鄉南江村及蓬萊村近)

## 家人
- 妻：チコンテエフレ
- 兒子：絲加禮

## 經歷事件
- 南庄事件